# Berk Ortak
Berk Ortak (* 9. März 1997 in Adana) ist ein türkischer Fußballspieler.

## Karriere
Ortak kam in Seyhan, einem Stadtteil der südtürkischen Stadt Adana, auf die Welt. Hier begann mit dem Vereinsfußball in der Jugend von Adana Demirspor.
Im Sommer 2016 erhielt er hier einen Profivertrag, spielte aber weiterhin überwiegend für die Nachwuchsmannschaften. Trotzdem wurde er auch am Training der Profimannschaft von Demirspor beteiligt und gab schließlich am 21. August 2016 in der Ligabegegnung gegen Samsunspor sein Profidebüt.